# Carl-Erhard Lindahl
Carl-Erhard Axel Lindahl, född 26 april 1935 i Sölvesborg, är en svensk diplomat.

## Biografi
Lindahl är son till köpmannen Carl Lindahl och Mildred Wikfeldt. Han blev jur.pol.mag. i Lund och blev attaché vid Utrikesdepartementet (UD) 1963. Lindahl tjänstgjorde i Lissabon 1964-1965, var ambassadsekreterare i Tel Aviv 1965-1968 och kanslisekreterare vid UD 1968-1971. Han tjänstgjorde vid OECD i Paris 1970, var förste ambassadsekreterare i Addis Abeba 1971-1976, Brasília 1976-1977 och ambassadråd där 1977. Lindahl var tjänstledig 1977-1979, tjänstgjorde i Um och Maputo och var kansliråd vid UD 1979. Lindahl var därefter minister i Guatemala City och Managua 1979-1981, ambassadör i Guatemala City, Tegucigalpa, Managua och San José 1981-1983 samt ambassadör i Stockholm 1983. Han tjänstgjorde i Vientiane 1983-1984, var ambassadör i Hanoi 1985-1989, ambassadör i Lima och La Paz 1989-1992 samt ambassadör i Stockholm från 1992. Lindahl var därefter ambassadör i Kinshasa, Brazzaville, Praia, Bangui, Malabo (från 1992), Libreville, Bissau, Yaoundé och N'Djamena (från 1996) med placering i Stockholm .
Han gifte sig 1988 med Le Bich Hanh.